# Linesville
Linesville es un borough ubicado en el condado de Crawford en el estado estadounidense de Pensilvania. En el año 2000 tenía una población de 1,155 habitantes y una densidad poblacional de 583 personas por km².

## Geografía
Linesville se encuentra ubicado en las coordenadas 41°39′23″N 80°25′28″O / 41.65639, -80.42444.

## Demografía
Según la Oficina del Censo en 2000 los ingresos medios por hogar en la localidad eran de $30,938 y los ingresos medios por familia eran $34,038. Los hombres tenían unos ingresos medios de $31,296 frente a los $21,719 para las mujeres. La renta per cápita para la localidad era de $15,534. Alrededor del 14.4% de la población estaba por debajo del umbral de pobreza.